# Podziemne trasy turystyczne w Polsce

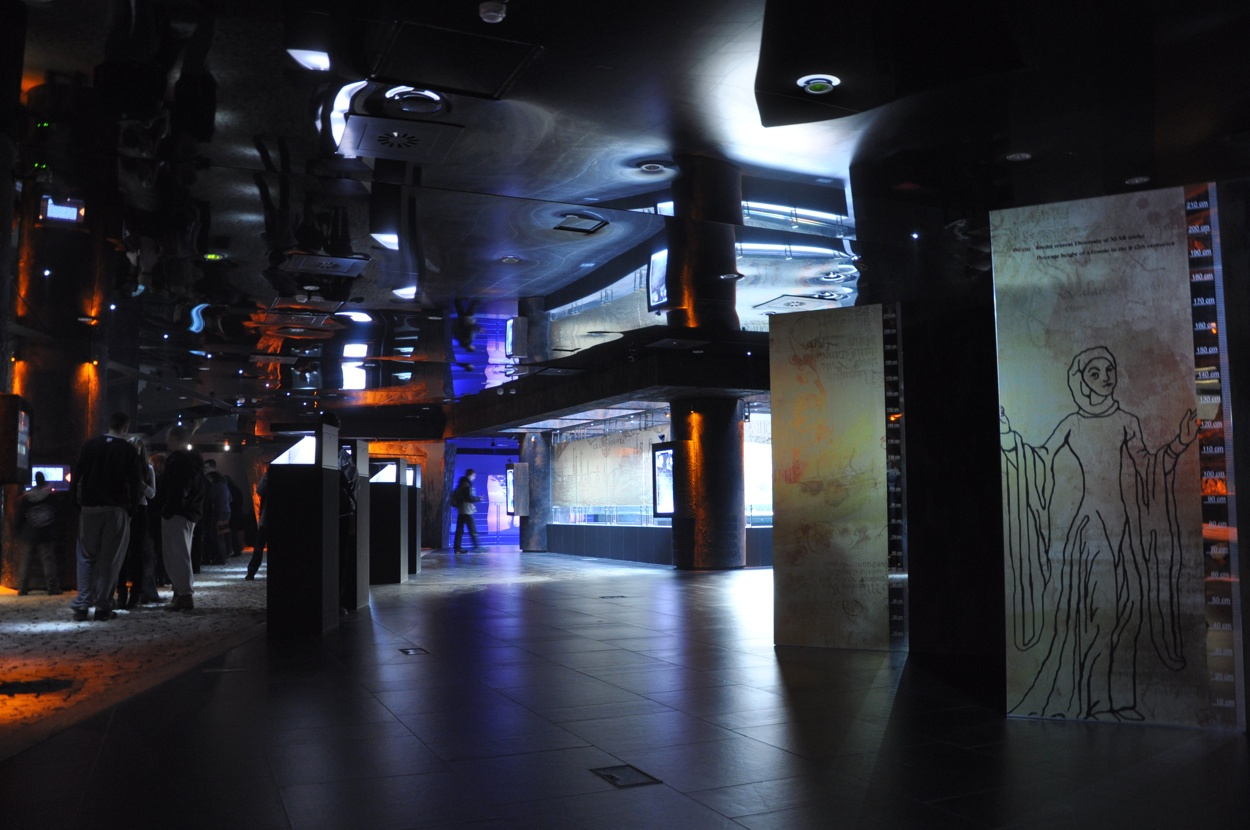
Podziemia Rynku w Krakowie

Podziemne trasy turystyczne w Polsce – spis obiektów znajdujących się w całości lub częściowo pod powierzchnią gruntu, udostępnionych w ruchu turystycznym. Zawiera on zarówno obiekty pochodzenia naturalnego (jaskinie, groty), jak i powstałe w wyniku działalności człowieka (kopalnie, budynki). W spisie znajdują się następujące obiekty:
- jaskinie i groty,
- obiekty militarne,
- kopalnie,
- obiekty sakralne i cmentarne,
- obiekty miejskie (piwnice).

| Typ obiektów                 | Obiekty |
| ---------------------------- | --- |
| Jaskinie i groty             | Osobny artykuł: Lista turystycznych jaskiń Polski . |
| Obiekty militarne            | - Podziemia Będzińskie - Twierdza Kłodzko - Kompleks schronów w Konewce - Twierdza Kostrzyn - Międzyrzecki Rejon Umocniony - Schron bierny Regelbau 502 w Piszu - Tunel schronowy w Stępinie-Cieszynie - Tunel schronowy w Strzyżowie - Podziemne trasy turystyczne w Szczecinie - Twierdza Toruń – Fort IV - Kompleks Riese - Muzeum Sztolni Walimskich - Podziemna Trasa Turystyczna zamku Książ – Wałbrzych - Podziemne Miasto „Osówka” w Głuszycy - Fort Legionów Cytadeli Warszawskiej - Twierdza Zamość – Bastion VII |
| Kopalnie                     | Górny Śląsk - Muzeum Miejskie „Sztygarka” w Dąbrowie Górniczej – sztolnia - Muzeum Górnictwa w Nowej Rudzie - Sztolnia Czarnego Pstrąga w Tarnowskich Górach - Zabytkowa Kopalnia Srebra w Tarnowskich Górach - Skansen Górniczy Królowa Luiza w Zabrzu - Zabytkowa Kopalnia Węgla Kamiennego Guido w Zabrzu Dolny Śląsk - Kopalnia uranu Kopaliny w Kletnie - Kopalnia Liczyrzepa w Kowarach - Kopalnia uranu Podgórze w Kowarach - Kopalnia św. Jana w Krobicy - Podziemna Trasa Turystyczna „Kopalnia Wiry” (d. kopalnia magnezytu) - Kopalnia Złota Aurelia w Złotoryi - Kopalnia Złota w Złotym Stoku pozostałe - Podziemia kredowe w Chełmie - Kopalnia soli Bochnia - Muzeum Górnictwa Rud w Bukownie - Kopalnia Soli Kłodawa - Rezerwat archeologiczny Krzemionki - Groty Nagórzyckie w Tomaszowie Mazowieckim - Kopalnia Soli „Wieliczka” |
| Obiekty sakralne i cmentarne | - Krypta Zasłużonych na Skałce - Groby Królewskie na Wawelu - Krypta św. Leonarda na Wawelu - Krypta Wieszczów Narodowych na Wawelu |
| Obiekty miejskie             | - Podziemna Trasa Turystyczna w Bystrzycy Kłodzkiej - Podziemne trasy turystyczne w Jarosławiu - Podziemna Trasa Turystyczna w Kłodzku - Podziemia Rynku w Krakowie - Lubelska Trasa Podziemna - Piwnica pod Fortuną w Lublinie - Muzeum Kanału „Dętka” w Łodzi - Podziemia Opatowskie - Podziemna Trasa Turystyczna w Przemyślu - Podziemna Trasa Turystyczna w Rzeszowie - Podziemna Trasa Turystyczna w Sandomierzu - Podziemia Jeleniej Góry |

Część w wymienionych obiektów jest zrzeszona w Stowarzyszeniu Podziemnie Trasy Turystyczne Polski z siedzibą w Tarnowskich Górach, działającym od 1998 roku.